# Šula
Šula är ett samhälle i Montenegro. Det ligger i den norra delen av landet, 110 km norr om huvudstaden Podgorica. Šula ligger 1 105 meter över havet och antalet invånare är 995.
Terrängen runt Šula är lite bergig, och sluttar norrut. Runt Šula är det ganska glesbefolkat, med 48 invånare per kvadratkilometer. Šula är det största samhället i trakten. I omgivningarna runt Šula växer i huvudsak blandskog.